# James Baldwin (escritor)
James Arthur Baldwin (Nova Iorque, 2 de agosto de 1924 — Saint-Paul-de-Vence, 1 de dezembro de 1987) foi um romancista, ensaísta, dramaturgo, poeta e crítico social estadunidense. 

## Juventude
Baldwin nasceu como James Arthur Jones, filho de Emma Berdis Jones, em 2 de agosto de 1924, no Hospital do Harlem em Nova York. Nascida em Deal Island, Maryland, em 1903, Emma Jones foi uma dos muitos que fugiram da segregação racial e discriminação no Sul durante a Grande Migração. Ela chegou no Harlem, Nova York, quando ela tinha 19 anos. Baldwin nasceu fora do casamento lá. Jones nunca lhe revelou quem era seu pai biológico.
Jones inicialmente se comprometeu a cuidar de seu filho como mãe solteira. No entanto, em 1927, Jones casou-se com David Baldwin, um trabalhador e pastor batista. David Baldwin nasceu em Bunkie, Luisiana, e pregava em Nova Orleans, mas deixou o Sul para o Harlem em 1919. Como David e Emma se conheceram é incerto, mas na obra semi-autobiográfica de James Baldwin, Go Tell It on the Mountain, os personagens baseados nos dois são apresentados pela irmã do personagem principal. Emma Baldwin e David Baldwin tiveram oito filhos em dezesseis anos: George, Barbara, Wilmer, David Jr. (nomeado em homenagem ao padrasto e meio-irmão falecido de James), Glória, Ruth, Elizabeth e Paula. James adotou o sobrenome do padrasto. James raramente escrevia ou falava sobre sua mãe. Quando o fazia, deixava claro que a admirava e amava, muitas vezes por meio de referências ao seu sorriso amoroso.:20 James se mudou várias vezes quando jovem, mas sempre ficou no Harlem. Na época, o Harlem ainda era uma área mista da cidade nos primeiros dias da Grande Migração.
James Baldwin não sabia exatamente quantos anos seu padrasto tinha, mas é claro que ele era muito mais velho que Emma; na verdade, ele pode ter nascido antes da Emancipação em 1863. A mãe de David, Barbara, nasceu escravizada e viveu com os Baldwins em Nova York antes de sua morte, quando James tinha sete anos. David também tinha um meio-irmão de pele clara, filho do antigo escravizador de sua mãe e uma irmã chamada Barbara, a quem James e outros na família chamavam de "Taunty". O pai de David nasceu escravo. David já havia se casado antes e tinha uma filha, que era tão velha quanto Emma, e pelo menos dois filhos ― David, que morreu na prisão, e Sam, que era oito anos mais velho que James. Sam viveu com os Baldwins por um tempo e uma vez salvou James de se afogar.:7
James Baldwin referiu-se ao seu padrasto simplesmente como "pai" durante toda a sua vida, mas David Sr. e James tinham um relacionamento extremamente difícil e quase recorreram a brigas físicas em várias ocasiões.:18 "Eles brigavam porque James lia livros, porque gostava de filmes, porque tinha amigos brancos", tudo isso, pensou David Baldwin, ameaçava a "salvação" de James. De acordo com um biógrafo, David Baldwin também odiava pessoas brancas e "sua devoção a Deus estava misturada com a esperança de que Deus se vingaria deles por ele." Durante as décadas de 1920 e 1930, David trabalhou em uma fábrica de engarrafamento de refrigerantes, embora ele tenha sido eventualmente demitido do emprego. Como sua raiva e ódio acabaram contaminando seus sermões, ele era menos requisitado como pregador. David às vezes descontava sua raiva em sua família e as crianças tinham medo dele, embora isso fosse até certo ponto equilibrado pelo amor presenteado a eles por sua mãe.
David Baldwin ficou paranóico perto do fim de sua vida. Ele foi internado em um asilo psiquiátrico em 1943 e morreu de tuberculose em 29 de julho daquele ano, no mesmo dia em que Emma teve sua última filha, Paula. James, a pedido de sua mãe, visitou seu padrasto moribundo no dia anterior e chegou a uma espécie de reconciliação póstuma com ele em seu ensaio "Notas de um filho nativo". No ensaio, ele escreveu: “em sua maneira ultrajantemente exigente e protetora, ele amava seus filhos, que eram negros como ele e ameaçados como ele." O funeral de David Baldwin foi realizado no aniversário de 19 anos de James, mais ou menos na mesma época em que a Revolta do Harlem começou.

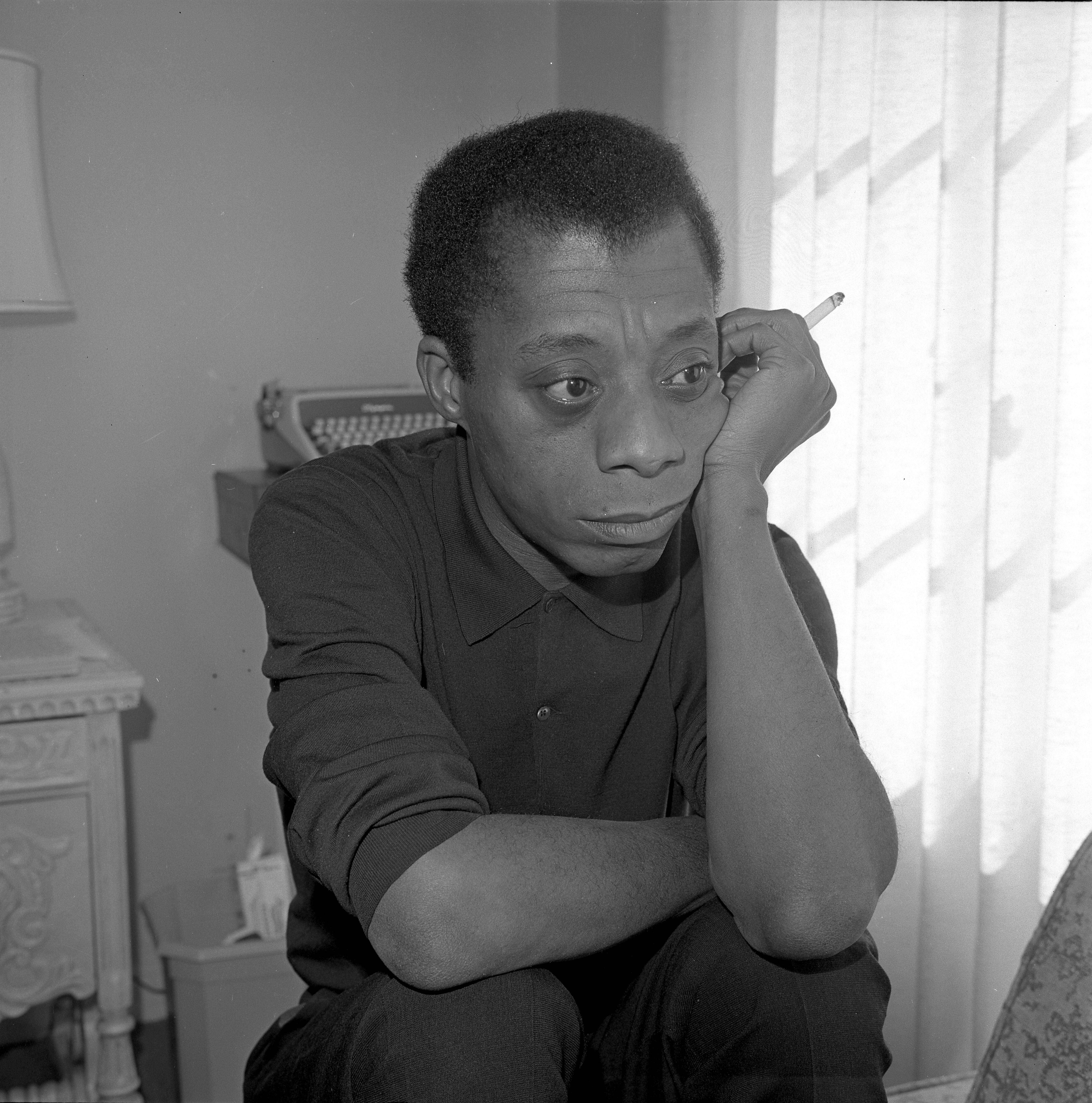
Baldwin em Los Angeles, 1964

Como filho mais velho, James Baldwin trabalhou meio período desde cedo para ajudar a sustentar sua família. Ele foi moldado não apenas pelos relacionamentos difíceis em sua casa, mas também pelos impactos da pobreza e a discriminação que ele via ao seu redor. À medida que crescia, amigos que se sentavam ao lado dele na igreja se voltaram para as drogas, o crime ou a prostituição. No que a biógrafa Anna Malaika Tubbs considerou ser um comentário não apenas sobre sua própria vida, mas também sobre toda a experiência negra na América, Baldwin escreveu: "Eu nunca tive uma infância... Eu não tinha nenhuma identidade humana... Eu nasci morto."

### Educação e pregação
Baldwin escreveu relativamente pouco sobre eventos na escola. Aos cinco anos de idade, ele foi matriculado na Escola Pública 24 (P.S. 24) na 128th Street no Harlem. A diretora da escola era Gertrude E. Ayer, o primeiro diretor negro da cidade. Ela e alguns dos professores de Baldwin reconheceram seu brilhantismo desde cedo e encorajou suas pesquisas e atividades de escrita. Ayer afirmou que Baldwin herdou seu talento para escrever de sua mãe, cujas notas para a escola eram muito admiradas pelos professores, e que seu filho também aprendeu a escrever como um anjo, ainda que vingativo. Na quinta série, ainda não adolescente, Baldwin já havia lido alguns trabalhos de Fyodor Dostoyevsky, A Cabana do Pai Tomás, de Harriet Beecher Stowe, e A Tale of Two Cities, de Charles Dickens (o que lhe deu um interesse vitalício pela obra de Dickens). Baldwin escreveu uma canção que recebeu elogios do Prefeito de Nova York, Fiorello La Guardia, numa carta que La Guardia lhe enviou. Baldwin também ganhou um prêmio por um conto publicado em um jornal da igreja. Seus professores recomendaram que ele fosse a uma biblioteca pública na 135th Street, no Harlem, um lugar que se tornou seu santuário. Baldwin solicitaria em seu leito de morte que seus papéis e pertences fossem depositados lá.
Foi na P.S. 24 que Baldwin conheceu Orilla "Bill" Miller, uma jovem professora branca do Centro-Oeste que Baldwin citou como uma das razões pelas quais ele "nunca conseguiu realmente odiar os brancos". Entre outros passeios, Miller levou Baldwin para ver uma interpretação totalmente negra de Orson Welles em Macbeth no Teatro Lafayette, de onde surgiu o desejo de Baldwin de ter sucesso como dramaturgo. David estava relutante em deixar seu enteado ir ao teatro, porque via o palco como pecaminoso e desconfiava de Miller. No entanto, a mãe de Baldwin insistiu, lembrando ao pai a importância da educação. Miller mais tarde dirigiu a primeira peça que Baldwin escreveu.
Depois do P.S. 24, Baldwin ingressou na Frederick Douglass Junior High School do Harlem. Lá, Baldwin conheceu duas influências importantes. O primeiro foi Herman W. "Bill" Porter, um negro formado em Harvard. Porter era o conselheiro do corpo docente do jornal da escola, o Douglass Pilot, do qual Baldwin se tornaria o editor. Porter levou Baldwin à biblioteca na 42nd Street para pesquisar um artigo que se tornaria o primeiro ensaio publicado de Baldwin, intitulado "Harlem—Then and Now", que apareceu na edição de outono de 1937 do Douglass Pilot. A segunda dessas influências de seu tempo na Frederick Douglass Junior High School foi Countee Cullen, o renomado poeta da Harlem Renaissance. Cullen ensinava francês e era consultor literário no departamento de inglês. Baldwin comentou mais tarde que "adorava" a poesia de Cullen, e seu sonho de viver na França foi despertado pela primeira impressão que Cullen teve dele. Baldwin se formou na Frederick Douglass Junior High em 1938.
Em 1938, Baldwin candidatou-se e foi aceito na De Witt Clinton High School no Bronx, uma escola predominantemente branca e judaica, onde ele se matriculou naquele outono. Ele trabalhou na revista da escola, a Magpie com Richard Avedon, que se tornou um fotógrafo famoso, Emile Capouya e Sol Stein, que se tornariam ambos editores renomados. Baldwin fez entrevistas e edições na revista e publicou vários poemas e outros escritos. Ele concluiu o ensino médio em De Witt Clinton em 1941. O anuário de Baldwin listou sua ambição profissional como "romancista-dramaturgo", e seu lema no anuário era: "A fama é o estímulo e—ai!"
Incomodado com a descoberta, durante os anos de ensino médio, de que se sentia atraído por homens em vez de mulheres, Baldwin buscou refúgio na religião. Ele se juntou à Igreja Pentecostal da Fé no Monte Calvário, posteriormente demolida, na Avenida Lenox em 1937. Ele então seguiu a pregadora do Monte Calvário, a Bispa Rose Artemis Horn (carinhosamente conhecida como Mãe Horn) quando ela saiu para pregar na Assembleia Pentecostal Fireside. Aos 14 anos, o "Irmão Baldwin", como era chamado, subiu ao altar da Fireside, e foi na Fireside Pentecostal, durante seus sermões, em sua maioria improvisados, que Baldwin “aprendeu que tinha autoridade como orador e podia fazer coisas com uma multidão." Ele proferiu seu último sermão no Fireside Pentecostal em 1941. Baldwin escreveu no ensaio “Down at the Cross” que a igreja “era uma máscara para o ódio a si mesmo e o desespero... a salvação parou na porta da igreja". Ele lembrou de uma rara conversa com David Baldwin "na qual eles realmente conversaram um com o outro", durante o qual seu padrasto perguntou: "Você prefere escrever do que pregar, não é?"

### Anos mais tarde em Nova York
Baldwin abandonou a escola em 1941 para ganhar dinheiro e ajudar a sustentar a família. Conseguiu um emprego ajudando a construir um depósito do Exército dos Estados Unidos em Nova Jersey. Em meados de 1942, Emile Capouya ajudou Baldwin a conseguir um emprego na colocação de trilhos para os militares em Belle Mead, Nova Jersey. Os dois moravam em Rocky Hill e se deslocavam para Belle Mead. Em Belle Mead, Baldwin sofreu preconceitos que o frustraram e irritaram profundamente e que ele citou como causa parcial de sua posterior emigração da América. Os colegas trabalhadores brancos de Baldwin, que vinham principalmente do Sul, ridicularizavam-no por verem seus modos como "arrogantes", sua sagacidade afiada e irônica e sua falta de respeito.
Num incidente que Baldwin descreveu no seu ensaio "Notas de um Filho Nativo", ele foi a um restaurante em Princeton chamado Balt onde, após uma longa espera, Foi dito a Baldwin que "meninos de cor" não eram atendidos lá. Então, em sua última noite em Nova Jersey, em outro incidente também imortalizado em "Notas de um Filho Nativo", Baldwin e um amigo foram a um restaurante depois de um filme, apenas para ouvir que negros não eram atendidos lá. Enfurecido, ele foi a outro restaurante, esperando que o serviço fosse negado mais uma vez. Quando a recusa de serviço aconteceu, a humilhação e a raiva dominaram Baldwin e ele atirou o objeto mais próximo que tinha à mão — uma caneca de água — na garçonete, errando-a e quebrando o espelho atrás dela. Baldwin e seu amigo escaparam por pouco.
Durante esses anos, Baldwin ficou dividido entre o desejo de escrever e a necessidade de sustentar a família. Aceitou uma série de trabalhos braçais e temia estar se tornando como o padrasto, que não tinha condições de sustentar adequadamente sua família. Demitido do trabalho de colocação de trilhos, Baldwin retornou ao Harlem em junho de 1943 para viver com sua família depois de aceitar um emprego como empacotador de carne. Ele também perdeu o emprego como empacotador de carne, depois de adormecer na fábrica. Ele ficou apático e instável, passando de um trabalho estranho para o próximo. Baldwin bebeu muito e lidou com o primeiro de seus colapsos nervosos.
Beauford Delaney ajudou Baldwin a se livrar de sua melancolia. No ano anterior à sua saída de De Witt Clinton, e a pedido de Capouya, Baldwin conheceu Delaney, um pintor modernista, em Greenwich Village. Delaney se tornaria amigo e mentor de longa data de Baldwin e ajudou a demonstrar a Baldwin que um homem negro poderia ganhar a vida com arte. Além disso, quando a Segunda Guerra Mundial afundou os Estados Unidos durante o inverno depois que Baldwin deixou a De Witt Clinton, o Harlem que Baldwin sabia que estava atrofiando —não é mais o bastião de uma Renascimento, a comunidade ficou mais isolada economicamente e ele considerou suas perspectivas sombrias. Isso o levou a se mudar para Greenwich Village, um lugar que o fascinava desde pelo menos os 15 anos de idade.
Baldwin morou em vários locais em Greenwich Village, primeiro com Delaney, depois com alguns outros amigos. Ele conseguiu um emprego no Restaurante Calypso, um restaurante não segregado onde muitas pessoas negras proeminentes jantavam. No Calypso, Baldwin trabalhou sob o comando de um chef trinidiano, Connie Williams. Durante esse tempo, Baldwin continuou a explorar sua sexualidade, revelando-se a Capouya e a outro amigo, e para um convidado frequente do Calypso, Stan Weir. Baldwin teve vários encontros casuais com homens e vários relacionamentos com mulheres. Seu maior amor durante seus anos na Vila foi um homem negro aparentemente heterossexual chamado Eugene Worth. Worth apresentou Baldwin à Liga Jovem Socialista e Baldwin se tornou um trotskista por um breve período. Baldwin nunca expressou seu desejo por Worth, e Worth morreu por suicídio depois de pular da Ponte George Washington Bridge em 1946. Em 1944, Baldwin conheceu Marlon Brando, por quem também se sentiu atraído, numa aula de teatro na The New School. Os dois se tornaram amigos rapidamente, uma amizade que perdurou durante o Movimento dos Direitos Civis e muito depois. Em 1945, Baldwin iniciou uma revista literária chamada The Generation com Claire Burch, que foi casada com Brad Burch, colega de classe de Baldwin de De Witt Clinton. O relacionamento de Baldwin com os Burches azedou na década de 1950, mas foi ressuscitado no final de sua vida.
Perto do final de 1945, Baldwin conheceu Richard Wright, que publicou o romance Native Son vários anos antes. O principal objetivo de Baldwin para o encontro inicial era interessar Wright em um manuscrito inicial do que se tornaria Go Tell It On The Mountain, mas na época era intitulado "Crying Holy". Wright gostou do manuscrito e encorajou seus editores a considerar o trabalho de Baldwin, mas um adiantamento de US$ 500 da Harper & Brothers foi dissipado sem nenhum livro para mostrar o dinheiro, e Harper acabou se recusando a publicar o livro. No entanto, Baldwin enviou regularmente cartas a Wright nos anos seguintes e se reuniria com Wright em Paris, França, em 1948 (embora seu relacionamento tenha piorado logo após a reunião em Paris).
Durante seus anos no Village, Baldwin fez várias conexões no meio literário liberal de Nova York, principalmente por meio de Worth: Sol Levitas na revista The New Leader, Randall Jarrell na The Nation, Elliot Cohen e Robert Warshow na Commentary, e Philip Rahv na Partisan Review. Baldwin escreveu muitas críticas para The New Leader, mas foi publicado pela primeira vez na The Nation em uma revisão de 1947 de Best Short Stories, de Maximo Gorki. Apenas uma das críticas de Baldwin desta época foi incluída em sua coleção de ensaios posteriores, The Price of the Ticket: um ensaio fortemente irônico de Raintree Countree, de Ross Lockridge, que Baldwin escreveu para The New Leader. O primeiro ensaio de Baldwin, "The Harlem Ghetto", foi publicado um ano depois na Commentary e explorou o antissemitismo entre os negros americanos. A sua conclusão foi que o Harlem era uma paródia da América branca, incluindo o anti-semitismo branco norte-americano. Os judeus também eram o principal grupo de brancos que os moradores negros do Harlem encontravam, então os judeus se tornaram uma espécie de sinédoque por tudo o que os negros do Harlem pensavam dos brancos. Baldwin publicou seu segundo ensaio na The New Leader, surfando em uma leve onda de excitação sobre o "Gueto do Harlem": em "Viagem a Atlanta", Baldwin usa as lembranças do diário de seu irmão mais novo, David, que havia ido para Atlanta, Geórgia, como parte de um grupo de canto, para lançar uma onda de ironia e desprezo sobre o Sul, os radicais brancos e a própria ideologia. Este ensaio também foi bem recebido.
Baldwin tentou escrever outro romance, Ignorant Armies, com enredo semelhante ao de Native Son, com foco em um assassinato escandaloso, mas nenhum produto final surgiu. Baldwin passou dois meses durante o verão de 1948 em Shanks Village, uma colônia de escritores em Woodstock, Nova York. Ele publicou sua primeira obra de ficção, um conto chamado "Condição Anterior", na edição de outubro de 1948 da revista Commentary, sobre um homem negro de 20 e poucos anos que é despejado de seu apartamento — o que era uma metáfora para a sociedade branca.

## Escrita
Como escritor, foi aclamado em vários meios, incluindo ensaios, romances, peças de teatro e poemas. Seu primeiro romance, Go Tell It on the Mountain, foi publicado em 1953. Sua primeira coleção de ensaios, Notes of a Native Son, foi publicada em 1955.

### Temas e personagens
O trabalho de Baldwin ficcionaliza questões e dilemas pessoais fundamentais em meio a complexas pressões sociais e psicológicas. Temas como masculinidade, sexualidade, raça e classe se entrelaçam para criar narrativas intrincadas que correm paralelas a alguns dos principais movimentos políticos em direção à mudança social na América de meados do século XX, como o movimento pelos direitos civis e o movimento de liberação gay. Os protagonistas de Baldwin são frequentemente, mas não exclusivamente, afro-americanos, e homens gays e bissexuais frequentemente aparecem com destaque em sua literatura. Esses personagens muitas vezes enfrentam obstáculos internos e externos em sua busca por auto-aceitação social. Essa dinâmica é proeminente no segundo romance de Baldwin, Giovanni's Room, que foi escrito em 1956, bem antes do movimento de liberação gay.
Seus textos, tal como o Notes of a Native Son (1955), exploram complexidades palpáveis ainda não ditas sobre a sexualidade e as distinções de classes raciais nas sociedades ocidentais, principalmente na América da metade do século 20, e suas inevitáveis tensões. Alguns textos de Baldwin são do comprimento de um livro, como por exemplo The Fire Next Time (1963), No Name in the Street (1972), e The Devil Finds Work (1976).
Os romances e peças de Baldwin tornam em ficção perguntas pessoais fundamentais e dilemas em meio a pressões sociais e psicológicas complexas frustrando a integração equitativa, não só de negros, mas também de homens homossexuais e bissexuais, enquanto descrevem alguns obstáculos internalizados nas buscas de tais indivíduos  à aceitação. Essa dinâmica é proeminente no segundo romance de Baldwin, Giovanni's Room (O Quarto de Giovanni), escrito em 1956, bem antes dos direitos dos homossexuais serem amplamente defendidos nos Estados Unidos.

### Prémios e repercussão pública
Décadas depois da publicação de Go Tell It on the Mountain (1953), a revista Time incluiu o romance em sua lista dos 100 melhores romances de língua inglesa lançados de 1923 a 2005.
Sua reputação perdurou desde sua morte e seu trabalho foi adaptado para a tela com grande aclamação. Um manuscrito inacabado, Remember This House, foi expandido e adaptado para o cinema como o documentário I Am Not Your Negro (2016), que foi indicado para Melhor Documentário na cerimônia de entrega do Oscar de 2017. Um de seus romances, If Beale Street Could Talk, foi adaptado para o filme homônimo que venceu o Oscar em 2018, dirigido e produzido por Barry Jenkins.

## Crítico social e ativista político
Além de escrever, Baldwin também era uma figura pública e orador conhecido e controverso, especialmente durante o movimento dos direitos civis nos Estados Unidos.

## Morte
Baldwin morreu de cancro do estômago, tendo sido enterrado ao lado da sua mãe, Emma Berdis Jones, que lhe sobreviveu 12 anos. Os dois repousam na Campa 1203 do Ferncliff Cemetery and Mausoleum, Hartsdale, em Nova Iorque.
Fred Nall Hollis cuidou de Baldwin em seu leito de morte. Nall era amigo de Baldwin desde o início dos anos 1970 porque Baldwin lhe pagava bebidas no Café de Flore. Nall lembrou-se de conversar com Baldwin pouco antes de sua morte sobre racismo no Alabama. Em uma conversa, Nall disse a Baldwin: "Através de seus livros, você me libertou da minha culpa por ser tão intolerante vindo do Alabama e por causa da minha homossexualidade". Baldwin insistiu: "Não, você me libertou ao revelar isso para mim."
Na época da morte de Baldwin, ele estava trabalhando em um manuscrito inacabado chamado Remember This House, um livro de memórias de suas lembranças pessoais dos líderes dos direitos civis Medgar Evers, Malcolm X e Martin Luther King Jr. Após sua morte, a editora McGraw-Hill deu um passo sem precedentes de processar seu espólio para recuperar o adiantamento de 200 mil dólares que havia pago pelo livro, embora o processo tenha sido arquivado em 1990. O manuscrito forma a base para o documentário de 2016 de Raoul Peck, I Am Not Your Negro.